# Karaca Dağ
Karaca Dağ – wulkan tarczowy we wschodniej Turcji, wysokość 1957 metrów n.p.m. Czas ostatniej erupcji jest nieznany.
Na zboczach tego wulkanu znaleziono rosnącą dziko roślinę będącą genetycznym przodkiem 68 współczesnych odmian pszenicy.